# Ладденхем
Ладденхем (англ. Luddenham) — пригород на юго-западе Сиднея, Новый Южный Уэльс, Австралия.  Он расположен в 42 км от центрального делового района Сиднея. Административное управление Ладденхемом осуществляют городские советы Ливерпуля и Пенрита
.

## История
Ладденхем получил свое название от поместья, которое было расположено между Саут-Криком и рекой Непин. Оно принадлежало Джону Блэкслэнду, который основал его на участке земли площадью 6 710 акров (27,2 км²), предоставленном ему по гранту 30 ноября 1813 года.
Старшим братом Джона Блэкслэнда был более известный Грегори Блэкслэнд, а Ладденхем был названием их семейного поместья в Кенте, Англия.
Первое почтовое отделение Ладденхема открылось 1 января 1857 года, но в 1863 году было переименовано в Бринджелли. Почтовое отделение, которое функционирует до сих пор, начало работу 1 марта 1872 года.

## Население
Согласно переписи населения 2021 года, в Ладденхеме проживало 1927 человек. 80,2% из них родились в Австралии; следующими по численности местами рождения были Италия (2,1%), Мальта (1,5%), Англия (1,2%), Ливан (1,1%) и Фиджи (1,0%). 78,4% жителей говорили дома только на английском языке; среди других наиболее распространенных языков были арабский (4,5%), итальянский (2,7%), мальтийский (1,7%), хорватский (1,6%) и китайский (мандаринский) (1,3%). Наиболее часто встречавшимися вероисповеданиями были католицизм (49,0%), отсутствие религии (18,7%), англиканство (1,3%) и православие (3,9%). Еще 3,6% респондентов в этом районе предпочли не раскрывать свою религиозную принадлежность.

## Транспорт
В Ладденхеме действует один автобусный маршрут — № 789, соединяющий Ладденхем и Пенрит. Автобус курсирует дважды в будние дни: около 7:30 утра и около 16:14 вечера.
В настоящее время в районе Ладденхема строится аэропорт Западного Сиднея. Для его соединения с сетью сиднейского метрополитена, в июне 2020 года была анонсирована станция метро "Ладденхем", на линии "Аэропорт Западный Сидней". Завершение строительства планируется в 2026 году.

## Галерея
| - Вид сверху на аэропорт Западного Сиднея из Ладденхема - Адамс Роуд, вид на восток в сторону Ладденхема |